# 柴尾英令
柴尾 英令（しばお ひでのり、1962年12月12日 - 2018年4月2日）は、日本の文筆家、ゲームクリエイター。本名・旧筆名は柴尾 豊太郎（しばお とよたろう）。

## 概要
福岡県北九州市出身のゲームクリエーターである。レナスシリーズが代表作として知られている。また、攻略本の執筆や映画の評論などでも知られていた。

## 来歴

### 生い立ち
福岡県立東筑高校から一年浪人。早稲田大学法学部を中途退学した。なお、ワセダミステリクラブに所属していた。大学在学中から雑誌のライターとして活動。その後、雑誌やゲーム攻略本の編集執筆につとめ、多数の攻略本に携わる。代表的なものとしては、『小学二年生』や『小学三年生』など小学館の学年別学習雑誌にて記事を執筆していた。また、マリオシリーズを題材としたゲームブックや攻略本の執筆・構成を担当することになり、『スーパーマリオくん』で知られる嵩瀬ひろしとともにそれらの書籍を上梓している。

### ゲームクリエイターとして
1992年にスーパーファミコンのRPG『レナス 古代機械の記憶』のシナリオとシステムを担当。代表作となる。『レナス』に関してはゲームのみならず、攻略本『レナス 古代機械の記憶』と小説『レナス 崩壊の序曲』も同時に執筆する。『レナス 古代機械の記憶』は発売後、続編も決定。すぐにとりかかるが、完成が大きく遅れ、1996年となる。シナリオ・監督を担当した『レナスII 封印の使徒』は発売本数も1万本前後と大きく減り、発売自体が知られていない作品となった。1998年に発売されたプレイステーションのRPG『レガイア伝説』の原作・シナリオを担当する。『レナス』と『レガイア伝説』では、キャラクターの名前や世界観に共通する部分がある。
2000年以降はさくまあきらとの共同作業が増え、『桃太郎電鉄11 ブラックボンビー出現!の巻』、『桃太郎電鉄12 西日本編もありまっせー!』、『桃太郎電鉄USA』、『桃太郎電鉄G ゴールド・デッキを作れ!』ではゲーム演出を担当している。『桃太郎電鉄USA』では飛行機が苦手なさくまあきらに代わり、キャラクターデザイン担当の土居孝幸や他の開発スタッフらと共に取材旅行に出ている。
セガの公式コミュニティサイト「it-tells」にも携わっていた。2018年4月2日、急逝。55歳没。

## 人物
大人の社会科見学
2005年以降、積極的に大人の社会科見学をするようになり、『社会科見学に行こう!』（2008年、アスペクト刊）では共著もしている。
映画
映画好きとしても知られ、ブログでは映画評を発表している。水道橋博士のブログ『博士の悪童日記』では、「毎回、俺が信頼を寄せる、柴尾英令さんの映画評」や「俺が今、一番シンクロする映画評論をしてくれる、 柴尾英令さん」と評している。
プロフィール画像
セガ・エンタープライゼスの竹崎忠に撮影してもらった写真を、長らく公式プロフィール画像として使用していた。

## 略歴
- 1962年 - 福岡県北九州市にて誕生。
- 2018年 - 東京都にて死去。

## 賞歴
- 2017年 - 菊池寛賞。

## 作品

### コンピュータゲーム
- レナス 古代機械の記憶（1992年） - シナリオ・ディレクター
- レナスII 封印の使徒（1996年） - シナリオ・ディレクター
- レガイア伝説（1998年） - 原作・シナリオ
- the FEAR（2001年）
- 桃太郎まつり 石川六右衛門の巻（2001年） - スペシャルサンクス
- 桃太郎電鉄X 〜九州編もあるばい〜（2001年）
- 桃太郎電鉄11 ブラックボンビー出現!の巻（2002年） - 演出
- 桃太郎電鉄12 西日本編もありまっせー!（2003年） - 演出
- 桃太郎電鉄USA（2004年） - 演出
- 桃太郎電鉄G ゴールド・デッキを作れ!（2005年） - 演出
- 桃太郎電鉄15 五大ボンビー登場!の巻（2005年）
- 桃太郎電鉄16 北海道大移動の巻!（2006年） - シナリオ協力

### 映画
- 弟切草（2001年） - 脚本協力
- この世界の片隅に（2016年） - 制作支援

## 著作

### 単著
- 柴尾英令著、笠井修編『レナス古代機械の記憶――公式ガイドブック』小学館、1992年。ISBN 4091024076
- 柴尾英令著『レナス――崩壊の序曲』富士見書房、1993年。ISBN 4829125136
- 柴尾英令著『シネコン映画至上主義』太田出版、2017年。ISBN 9784778315863

### 共著
- 柴尾豊太郎構成・執筆、嵩瀬ひろしまんが『スーパーマリオ冒険ゲームブック』小学館、1993年。ISBN 409281125X
- 柴尾豊太郎構成・執筆、嵩瀬ひろしまんが『スーパーマリオ超ワザ全集』オールカラー版、小学館、1993年。ISBN 4092811292
- 柴尾英令・笠井修著『ゲームデザイナー入門』小学館、小学館入門百科シリーズ、1994年。ISBN 4092202059
- 清水節・柴尾英令著『スター・ウォーズ学』新潮社、2015年。ISBN 9784106106460

### 寄稿、分担執筆、など
- 小島健一編『社会科見学に行こう!』アスペクト、2008年。ISBN 9784757214200

## 関連人物
- さくまあきら
- 清水節
- 仙頭武則
- 嵩瀬ひろし
- 竹崎忠
- 宮岡寛